# Formula–1 kínai nagydíj
A Formula–1 kínai nagydíjat (Sinopec Chinese Grand Prix) 2004 óta rendezik meg a Shanghai International Circuiton.
Egy Formula–1-es nagydíj megrendezésének gondolata Kínában már az 1990-es évek elején felvetődött. Az akkori tervek szerint az ország déli részén levő Kuangtung tartománybeli Zhuhai-ban rendezték volna meg.
2017 szeptemberében Chase Carey bejelentette, hogy 2020-ig meghosszabbították a kínai nagydíj rendezőinek szerződését a Formula–1-gyel.
A 2020-as nagydíjat a COVID-19 világjárvány miatt elhalasztották, majd törölték. Azóta nem rendeztek további versenyeket. A 2021-es, 2022-es és 2023-as versenyek terveit bejelentették aztán törölték.
A nagydíj 2024-ben került vissza a Formula–1-es naptárba.

## Futamgyőztesek
| Év   | Versenyző                        | Konstruktőr                      | Pálya                            | Összefoglaló                     |
| ---- | -------------------------------- | -------------------------------- | -------------------------------- | -------------------------------- |
| 2025 | Oscar Piastri                    | McLaren-Mercedes                 | Sanghaj                          | Összefoglaló                     |
| 2024 | Max Verstappen                   | Red Bull                         | Sanghaj                          | Összefoglaló                     |
| 2023 | Törölve a Covid19-pandémia miatt | Törölve a Covid19-pandémia miatt | Törölve a Covid19-pandémia miatt | Törölve a Covid19-pandémia miatt |
| 2022 | Törölve a Covid19-pandémia miatt | Törölve a Covid19-pandémia miatt | Törölve a Covid19-pandémia miatt | Törölve a Covid19-pandémia miatt |
| 2021 | Törölve a Covid19-pandémia miatt | Törölve a Covid19-pandémia miatt | Törölve a Covid19-pandémia miatt | Törölve a Covid19-pandémia miatt |
| 2020 | Törölve a Covid19-pandémia miatt | Törölve a Covid19-pandémia miatt | Törölve a Covid19-pandémia miatt | Törölve a Covid19-pandémia miatt |
| 2019 | Lewis Hamilton                   | Mercedes                         | Sanghaj                          | Összefoglaló                     |
| 2018 | Daniel Ricciardo                 | Red Bull-TAG Heuer               | Sanghaj                          | Összefoglaló                     |
| 2017 | Lewis Hamilton                   | Mercedes                         | Sanghaj                          | Összefoglaló                     |
| 2016 | Nico Rosberg                     | Mercedes                         | Sanghaj                          | Összefoglaló                     |
| 2015 | Lewis Hamilton                   | Mercedes                         | Sanghaj                          | Összefoglaló                     |
| 2014 | Lewis Hamilton                   | Mercedes                         | Sanghaj                          | Összefoglaló                     |
| 2013 | Fernando Alonso                  | Ferrari                          | Sanghaj                          | Összefoglaló                     |
| 2012 | Nico Rosberg                     | Mercedes                         | Sanghaj                          | Összefoglaló                     |
| 2011 | Lewis Hamilton                   | McLaren-Mercedes                 | Sanghaj                          | Összefoglaló                     |
| 2010 | Jenson Button                    | McLaren-Mercedes                 | Sanghaj                          | Összefoglaló                     |
| 2009 | Sebastian Vettel                 | Red Bull-Renault                 | Sanghaj                          | Összefoglaló                     |
| 2008 | Lewis Hamilton                   | McLaren-Mercedes                 | Sanghaj                          | Összefoglaló                     |
| 2007 | Kimi Räikkönen                   | Ferrari                          | Sanghaj                          | Összefoglaló                     |
| 2006 | Michael Schumacher               | Ferrari                          | Sanghaj                          | Összefoglaló                     |
| 2005 | Fernando Alonso                  | Renault                          | Sanghaj                          | Összefoglaló                     |
| 2004 | Rubens Barrichello               | Ferrari                          | Sanghaj                          | Összefoglaló                     |

## Legsikeresebb versenyzők
| Győzelmek | Versenyző       | Győztes évek                       |
| --------- | --------------- | ---------------------------------- |
| 6         | Lewis Hamilton  | 2008, 2011, 2014, 2015, 2017, 2019 |
| 2         | Fernando Alonso | 2005, 2013                         |
| 2         | Nico Rosberg    | 2012, 2016                         |